# Responsabilitat moral
La responsabilitat moral és la imputació o qualificació que rep una persona per les seues accions des del punt de vista d'una teoria ètica o de valors morals particulars. Es tracta llavors de la responsabilitat que es relaciona amb les accions i el seu valor moral. Des d'una ètica consequencialista, aquest valor serà depenent de les conseqüències de tals accions. Siga llavors al dany causat a un individu, a un grup o a la societat sencera per les accions o les no-accions d'altre individu o grup.
En una ètica deontològica, en canvi, tals accions tindran un valor intrínsec, independent de les seues conseqüències. Des d'aquesta perspectiva, és un sistema de principis i de judicis compartits pels conceptes i les creences culturals, religioses i filosòfiques, el que determina si algunes accions donades són correctes o incorrectes. Aquests conceptes són generalitzats i codificats sovint per una cultura o un grup, i serveixen així per a regular el comportament dels seus membres. De conformitat a tal codificació se li pot també cridar moralitat i el grup pot dependre d'un àmplia conformitat a tals codis per a la seua existència duradora.
Des del punt de vista de l'organització social, la responsabilitat moral es diferencia de la responsabilitat jurídica pel seu caràcter intern. La responsabilitat moral es refereix principalment al caràcter intern de les conductes (la consciència o intenció de qui ha actuat), sense importar aspectes externs com el fet que aquestes hagen estat descobertes o sancionades. Per contra, els processos jurídics no són necessàriament processos d'intenció (per exemple, la prescripció del delicte de robatori pel mer transcurs del temps pot invalidar la responsabilitat jurídica sense invalidar la responsabilitat moral).
La responsabilitat moral ocupa un lloc cada vegada més important en l'opinió pública quan l'adjudicació de la responsabilitat jurídica a través dels tribunals és insuficient per a tancar casos com són, per exemple, escàndols de corrupció lligats a l'amagament de xifres en la comptabilitat d'empreses, vessament de petroli en zones naturals, finançaments il·legals de campanyes i escàndols de corrupció política.
El terme apareix també en la discussió de temes com determinisme o lliure albir, ja que sense la llibertat és difícil ser culpat per les pròpies accions, i sense aquesta responsabilitat moral la naturalesa del càstig i l'ètica es converteixen en una interrogant.